# Denkmalgeschützte Objekte im Žilinský kraj
Im Žilinský  kraj bestehen 1584 denkmalgeschützte Objekte. Die unten angeführte Liste führt zu den Listen der Bezirke und gibt die Anzahl der Objekte an.

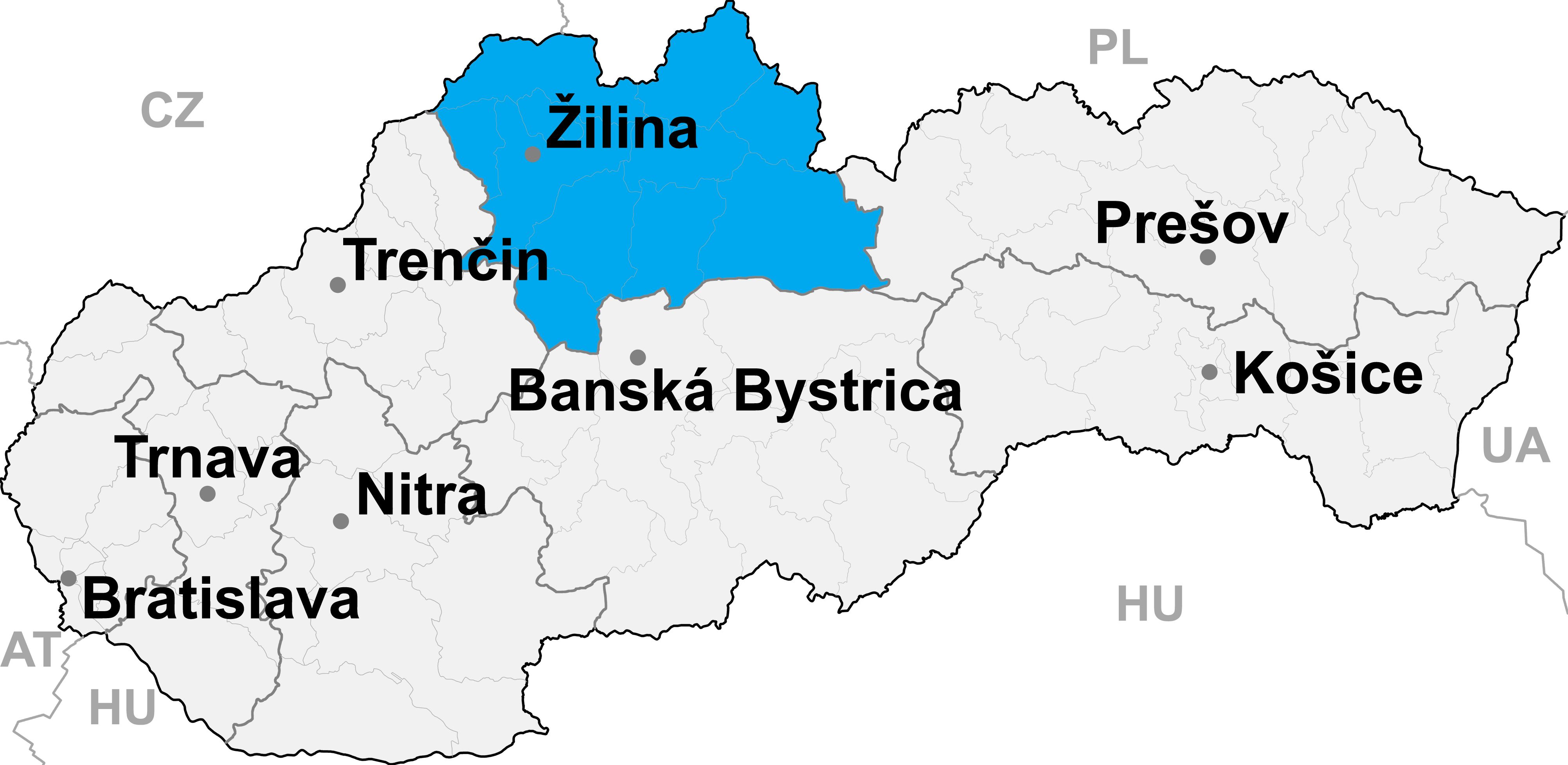

| Liste der Okresy   | Objektanzahl |
| ------------------ | ------------ |
| Bytča              | 61           |
| Čadca              | 114          |
| Dolný Kubín        | 140          |
| Kysucké Nové Mesto | 17           |
| Liptovský Mikuláš  | 188          |
| Martin             | 327          |
| Námestovo          | 119          |
| Ružomberok         | 200          |
| Turčianske Teplice | 55           |
| Tvrdošín           | 105          |
| Žilina             | 258          |